# 3,5-Dibromphenol
3,5-Dibromphenol ist eine chemische Verbindung, die sowohl zu den Phenolen als auch zu den Halogenaromaten zählt.

## Darstellung
3,5-Dibromphenol kann aus Pentabromphenol durch Reaktion mit Benzol in Gegenwart von Aluminiumchlorid hergestellt werden.
3,5-Dibromphenol kann auch aus 3,5-Dibromanilin durch Diazotierung und anschließendes Verkochen des Diazoniumsalzes dargestellt werden. Ausgangsstoff für 3,5-Dibromanilin ist 4-Nitroanilin.
Ebenso kann es aus 1,3,5-Tribrombenzol und Natriummethanolat hergestellt werden.

## Derivate
Der Methylether kann durch Methylierung mit Dimethylsulfat hergestellt werden und ist auch unter dem Trivialnamen 3,5-Dibromanisol bekannt. Sein Schmelzpunkt liegt bei 40 °C.
Der Ethylether (3,5-Dibromphenetol) siedet bei 268 °C.
Veresterung mit Essigsäureanhydrid liefert das Acetat, das bei 53 °C schmilzt.
Die Bromierung von 3,5-Dibromphenol mit Kaliumbromid und Brom führt zum Pentabromphenol, dessen Schmelzpunkt bei 225 °C liegt.
Die Nitrierung von 3,5-Dibromphenol mit Salpetersäure und Schwefelsäure führt zum 3,5-Dibrom-2,4,6-trinitrophenol, dessen Schmelzpunkt bei 173 °C liegt.
Mit Formaldehyd und Natronlauge entsteht 2,6-Dibrom-4-hydroxybenzylalkohol mit einem Schmelzpunkt von 180 °C.
Die Iodierung von 3,5-Dibromphenol mit Iod und Kaliumiodid in Natronlauge führt zunächst zum 3,5-Dibrom-2,4,6-triiodphenol (Schmelzpunkt 199 °C). Dieses kann mit Salpetersäure zum 2,4-Dibrom-3,5-diiod-p-benzochinon umgesetzt werden.